# Канабек (округ, Міннесота)
Шаблон:StateAbbr_ 45°57′ пн. ш. 93°18′ зх. д. / 45.95° пн. ш. 93.3° зх. д.
Округ  Канабек (англ. Kanabec County) — округ (графство) у штаті  Міннесота, США. Ідентифікатор округу 27065.

## Історія
Округ утворений 1858 року.

## Демографія
За даними перепису 
2000 року 
загальне населення округу становило 14996 осіб, зокрема міського населення було 3049, а сільського — 11947.
Серед мешканців округу чоловіків було 7571, а жінок — 7425. В окрузі було 5759 домогосподарств, 4146 родин, які мешкали в 6846 будинках.
Середній розмір родини становив 3,03.
Віковий розподіл населення поданий у таблиці:
| Стать    | До 15 років | 15-21 | 22-29 | 30-39 | 40-49 | 50-65 | 65-85 | Понад 85 |
| -------- | ----------- | ----- | ----- | ----- | ----- | ----- | ----- | -------- |
| Чоловіки | 1701        | 773   | 594   | 994   | 1253  | 1264  | 914   | 78       |
| Жінки    | 1576        | 740   | 616   | 998   | 1171  | 1202  | 978   | 144      |

## Суміжні округи
- Ейткін — північ
- Пайн — схід
- Чисаго — південний схід
- Ісанті — південь
- Мілль-Лак — захід

## Виноски
1. ↑  US Decennial Census. US Census Bureau. Архів оригіналу за 26 квітня 2015. Процитовано 18 жовтня 2014.
2. ↑  Historical Census Browser. University of Virginia Library. Архів оригіналу за 12 грудня 2009. Процитовано 18 жовтня 2014.
3. ↑  Population of Counties by Decennial Census: 1900 to 1990. US Census Bureau. Архів оригіналу за 4 серпня 2014. Процитовано 18 жовтня 2014.
4. ↑  Census 2000 PHC-T-4. Ranking Tables for Counties: 1990 and 2000 (PDF). US Census Bureau. Архів оригіналу (PDF) за 18 грудня 2014. Процитовано 18 жовтня 2014.
5. ↑  State & County QuickFacts. Бюро перепису населення США. Архів оригіналу за 7 червня 2011. Процитовано 1 вересня 2013.(англ.) Наведено за англійською вікіпедією.
6. ↑  American FactFinder. Бюро перепису населення США. Архів оригіналу за 29 липня 2011. Процитовано 31 січня 2008.

| США | Це незавершена стаття з географії США. Ви можете допомогти проєкту, виправивши або дописавши її. |